# Matteo Brighi
Matteo Brighi (* 14. Februar 1981 in Rimini, Italien) ist ein ehemaliger italienischer Fußballspieler und heutiger -trainer. Er ist aktuell Co-Trainer der U21-Auswahl Italiens.

## Spielerkarriere

### In den Vereinsmannschaften
Matteo Brighi begann seine Profikarriere bei seinem Heimatklub Rimini Calcio in der Saison 1998/99 in der Serie C2. In dieser Spielzeit bestritt er zehn Spiele und erzielte dabei ein Tor. Im folgenden Jahr bestritt er 34 Spiele und erzielte dabei sechs Treffer für Rimini.
Zur Saison 2000/01 wechselte Matteo Brighi zum Rekordmeister Juventus Turin in die Serie A. Dort kam er am 30. September 2000 gegen die SSC Neapel zu seinem Debüt, das er mit Juve mit 2:1 gewann. In dieser Saison reichte es für Brighi allerdings nur zu elf Einsätzen. So wurde er 2001/02 an den FC Bologna ausgeliehen, für den er 32 Spiele bestritt. In der folgenden Spielzeit spielte Brighi für die AC Parma, die als Teil des Wechsels von Marco Di Vaio zu Juventus 50 % seiner Transferrechte erhielten. 2003/04 war er an Brescia Calcio ausgeliehen, wo er Stammspieler war und mit guten Leistungen auf sich aufmerksam machte.
Im Sommer 2004 wurde Matteo Brighi, als Teil des Wechsel von Emerson zur Juve, an die AS Rom verkauft, die ihn sofort für insgesamt drei Spielzeiten bei Chievo „parkten“. Dort war er drei Jahre lang ein wichtiger Teil der Mannschaft. Nachdem Chievo am Ende der Saison 2006/07 in die Serie B abgestiegen war, ging Brighi zurück zur Roma, für die er im ersten Spiel von Beginn an gegen den FC Empoli auf Anhieb sein erstes Tor erzielte. In seiner ersten Saison in Rom konnte er den Gewinn der Coppa Italia feiern. In den folgenden Spielzeiten gehörte Brighi zum regelmäßig eingesetzten Personal, wobei ihm der endgültige Durchbruch in die Spitze verwehrt blieb. Für die Saison 2011/12 folgte eine Leihe zu Atalanta Bergamo, ehe er 2012 fest zum FC Turin wechselte. Im Januar 2014 zog es ihn weiter zur US Sassuolo Calcio, für er ebenfalls eineinhalb Jahre aktiv war. 2015 wechselte er für eine Saison zum FC Bologna, ehe er 2016 zur AC Perugia Calcio erstmals in die Serie B wechselte. Nach zwei Spielzeiten zog es ihn zum FC Empoli, mit dem Brighi Meister der Serie B werden konnte. Seine letzte Saison im aktiven Profifußball endete 2019 mit dem Abstieg aus der Serie A. Danach beendete Brighi seine Karriere.

### In der Nationalmannschaft
Nachdem er die Jugendauswahlen Italiens seit der U-18 durchlaufen hatte, debütierte Matteo Brighi am 21. August 2002 unter Giovanni Trapattoni gegen Slowenien in der A-Nationalmannschaft. Sein zweites Länderspiel absolvierte er erst sechseinhalb Jahre später unter Marcello Lippi, am 28. März 2009 beim 2:0-Sieg in Montenegro. Es folgten noch zwei weitere Länderspiele unter Lippi im Jahr 2009. Danach wurde Brighi nicht weiter berücksichtigt.
2004 konnte Brighi mit der italienischen U-21-Auswahl den Gewinn des U-21-EM-Titels feiern.

## Trainerkarriere
Seit 2023 ist Brighi Co-Trainer von Carmine Nunziata bei der U21-Nationalmannschaft Italiens.

## Erfolge
Mit seinen Vereinen
- Italienischer Supercup: 2002, 2007
- Italienischer Pokalspieger: 2007/08
- Italienischer Zweitligameister: 2017/18

Als Nationalspieler
- U-21-Europameister: 2004

Auszeichnungen
- Nachwuchsspieler des Jahres in der Serie A: 2002

## Sonstiges
Matteos jüngeren Brüder Andrea und Marco sind ebenfalls Fußballspieler.
Brighi war im Videospiel FIFA Football 2003 der insgesamt stärkste Spieler.